# Paratrichodorus minor
Paratrichodorus minor är en rundmaskart som först beskrevs av Colbran 1956.  Paratrichodorus minor ingår i släktet Paratrichodorus och familjen Trichodoridae. Inga underarter finns listade i Catalogue of Life.